# Paratelphusa griseoptera
Paratelphusa griseoptera är en fjärilsart som beskrevs av Antonius Johannes Theodorus Janse 1958. Paratelphusa griseoptera ingår i släktet Paratelphusa och familjen stävmalar. Inga underarter finns listade i Catalogue of Life.